# Цирер, Франц Йозеф
Франц Йозеф Цирер (нем. Franz Josef Zierer; 27 октября 1822, Альзерфорштадт, ныне в составе Вены — 30 мая 1903, Траттенбах) — австрийский композитор и дирижёр.

## Биография
Вырос в деревне под Веной, первые уроки игры на скрипке и альте получил у местного учителя. С детства начал сочинять музыку, первые церковные сочинения Цирера были исполнены в местной церкви, когда автору было 12 лет. В 1836—1841 гг. продолжил образование в Вене, где его наставниками были Франц Йозеф Фолькерт и Амброс Ридер (орган и контрапункт), а также Йозеф Дрекслер и Симон Зехтер.
В 1841—1853 гг. работал в придворной капелле в венском дворце Хетцендорф как органист, хормейстер и музыкальный педагог; среди прочего, давал уроки музыки эрцгерцогине Марии Анне. В 1853 году переведён в главную придворную капеллу, действовавшую во дворце Хофбург; с 1879 года вице-капельмейстер (нем. zweiter Hofkapellendiener). С 1894 года на пенсии.
Циреру принадлежит около 500 сочинений, преимущественно в области церковной музыки, из которых наибольшей известностью пользовались месса № 12 си бемоль мажор, так называемая «Месса Папы Пия» (нем. Piusmesse), написанная в 1857 году, но в 1871 году посвящённая папе Пию IX по случаю 25-летия его понтификата, и месса № 19 фа мажор, «Императорская праздничная месса» (нем. Kaiser-Festmesse), сочинённая в 1873 году к 25-летию царствования Франца Иосифа. Последнее сочинение Цирера — завершённая в апреле 1903 года траурная песнь для мужского хора «Скорбно колокол ударит» (нем. Wie die Glocken düster dröhnen).